# Curtis Reed
Curtis Reed is een personage uit de soapserie Days of our Lives. De rol werd van 1993 tot 1994 gespeeld door Nick Benedict en kwam later nog enkele keren terug als geest.

## Personagebeschrijving

### Tijd voor Salem
Curtis Brown trouwde begin jaren 70 met Kate Roberts, ze kregen twee kinderen. Curtis was jazzmuzikant en maakte enkele platen, maar aan zijn carrière kwam een snel einde toen hij met de maffia in contact kwam en een stuk van zijn ringvinger afgekapt werd. Hierna werd hij verslaafd aan drugs en werd gewelddadig. Eind 1974 begon Kate een affaire met Bill Horton en werd zwanger van Lucas. Toen Curtis dit ontdekte sloeg hij haar in elkaar en verdween met de kinderen. Hij veranderde zijn naam in Curtis Reed en ook die van zijn twee kinderen, Austin en Billie (het is onbekend welke hun echte namen waren, enkel dat ze met hun familienaam Brown heetten). Curtis verhuisde met zijn kinderen van stad naar stad en Kate zocht hen. Op een keer belde Curtis naar Kate om te zeggen dat de kinderen in een autocrash om het leven gekomen waren. Dit alles gebeurde niet op het scherm, maar kwam pas later uit toen Curtis zich in Salem bevond.

### Salem
Austin en Billie waren in Salem beland en probeerden een nieuw leven op te bouwen. Billie, die als kind seksueel miskbruikt werd door haar vader was een durgsverslaafde geworden. Curtis werd door Stefano DiMera betaald om John Black neer te schieten.
Curtis ging op bezoek bij Kate, die nu getrouwd was met rijke zakenman Victor Kiriakis, en kwelde haar door te zeggen dat de kinderen dood waren en dat ze nooit effectief gescheiden waren. Curtis chanteerde Kate hiermee en zij betaalde maar wat graag om Victor en haar luizenleventje niet te verliezen.
Curtis besloot om nog meer geld te verdienen en ontvoerde Stefano en vroeg losgeld aan Kristen Blake. Hij wist echter niet dat je Stefano beter niet als vijand hebt en Stefano schoot hem dood op 10 november 1993. Hij werd gevonden in een steeg achter Billies appartement en zij werd gearresteerd voor de moord. Ook Kate werd verdacht, maar Lucas nam het toen voor haar op en zei dat hij de dader was. Rond deze tijd ontdekte Kate dat ze de moeder was van Billie en Austin. Pas in maart 1994 kwam aan het licht dat Stefano de dader was, hij werd hier echter niet voor vervolgd.
Curtis keerde nog enkele keren terug als geest, onder andere bij de duiveluitdrijving van Marlena Evans in 1995, toen zijn dochter Billie opnieuw verslaafd was aan drugs in 1997 en nog als demoon om Austin te pesten in de verhaallijn rond de Tuin van Eden.